# Tour della nazionale maschile di rugby a 15 della Romania 1995
Nel 1995 la nazionale di rugby della Romania si recò in Scozia e iN Giappone per preparare la Coppa del Mondo di rugby 1995
| Arbitro: | N.Lasaga |

| |            | |
| Logan, Peters Shiel, Stanger 2 G Hastings, Joiner | mt         | Racean |
| G. Hastings 4 | tr         | Nichitean |
| G. Hastings 2 | c.p.       | Nichitean 3 |
| 15.Gavin Hastings (cap.), 14.Craig Joiner, 13.Tony Stanger, 12.Graham Shiel, 11.Kenny Logan, 10.Craig Chalmers, 9.Bryan Redpath, 8.Eric Peters, 7.Iain Morrison, 6.Rob Wainwright, 5.Stewart Campbell, 4.Doddie Weir, 3.Peter Wright, 2.Kevin McKenzie, 1.Dave Hilton - Sostituti: Scott Hastings | Formazioni | 15.Vasile Brici, 14.Robert Cioca, 13.Nicolae Racean, 12.Romeo Gontineac, 11.Gheorghe Solomie, 10.Neculai Nichitean, 9.Daniel Neaga, 8.Tiberiu Brinza (cap.), 7.Alexandru Gealapu, 6.Traian Oroian, 5.Constantin Cojocariu, 4.Sandu Ciorascu, 3.Leodor Costea, 2.Valere Tufa, 1.Gheorghe Leonte - Sostituti: Catalin Draguceanu |

| Tokyo 29 aprile 1995 | Giappone XV | 25 – 30 | Romania | Kasumigaoka |

| Tokyo 3 maggio 1995 | Giappone   | 34 – 21 | Romania | Prince Chichibu |
| \| \| \| \| \| Latu, Latu Mailangi Motoki, Oto Y Yoshida \| mt \| \| \| Y Yoshida 3 \| tr \| \| \| Y Yoshida \| c.p. \| Nichitean 5 \| \| \| drop \| Nichitean 2 \| \| 15.Tsutomu Matsuda, 14.Lopeti Oto, 13.Akira Yoshida, 12.Yukio Motoki, 11.Yoshihito Yoshida, 10.Seiji Hirao, 9.Masami Horikoshi, 8.Sione-Tupo Latu Mailangi, 7.Sinali-Tui Latu, 6.Hiroyuki Kajihara, 5.Bruce Ferguson, 4.Yoshihiko Sakuraba, 3.Masanori Takura, 2.Masahiro Kunda (cap.), 1.Osamu Ota \| Formazioni \| 15.Gheorghe Solomie, 14.Lician Colceriu, 13.Nicolae Racean, 12.Romeo Gontineac, 11.Ionel Rotaru, 10.Neculai Nichitean, 9.Vasile Flutur, 8.Tiberiu Brinza (cap.), 7.Alexandru Gealapu, 6.Catalin Draguceanu, 5.Traian Oroian, 4.Constantin Cojocariu, 3.Leodor Costea, 2.Ionel Negreci, 1.Gheorghe Leonte - Sostituti: Vasile Brici, Daniel Neaga, Ovidiu Slusariuc, Valere Tufa \| |            | |         |                 |
| |            | |         |                 |
| Latu, Latu Mailangi Motoki, Oto Y Yoshida | mt         | |         |                 |
| Y Yoshida 3 | tr         | |         |                 |
| Y Yoshida | c.p.       | Nichitean 5 |         |                 |
| | drop       | Nichitean 2 |         |                 |
| 15.Tsutomu Matsuda, 14.Lopeti Oto, 13.Akira Yoshida, 12.Yukio Motoki, 11.Yoshihito Yoshida, 10.Seiji Hirao, 9.Masami Horikoshi, 8.Sione-Tupo Latu Mailangi, 7.Sinali-Tui Latu, 6.Hiroyuki Kajihara, 5.Bruce Ferguson, 4.Yoshihiko Sakuraba, 3.Masanori Takura, 2.Masahiro Kunda (cap.), 1.Osamu Ota | Formazioni | 15.Gheorghe Solomie, 14.Lician Colceriu, 13.Nicolae Racean, 12.Romeo Gontineac, 11.Ionel Rotaru, 10.Neculai Nichitean, 9.Vasile Flutur, 8.Tiberiu Brinza (cap.), 7.Alexandru Gealapu, 6.Catalin Draguceanu, 5.Traian Oroian, 4.Constantin Cojocariu, 3.Leodor Costea, 2.Ionel Negreci, 1.Gheorghe Leonte - Sostituti: Vasile Brici, Daniel Neaga, Ovidiu Slusariuc, Valere Tufa |         |                 |